# Can't Stop the Music (album)
Albums de Village People
Live and Sleazy
(1979) Renaissance
(1981)
Singles
1. Can't Stop the Music
Sortie : 1980
2. Magic Night
Sortie : 1980

Can't Stop the Music est le sixième album des Village People, qui est la bande originale de leur film Can't Stop the Music (en français : Rien n'arrête la musique). L'album est sorti en mai 1980 sur le label Casablanca Records.
Aux États-Unis, l'album a débuté à la 147e place du classement des albums de Billboard la semaine du 21 juin 1980 et a atteint la 47e place pour deux semaines en juillet—août (celles du 26 juillet et du 2 août).

## Liste des pistes
| No  | Titre                 | Artiste            | Durée |
| --- | --------------------- | ------------------ | ----- |
| 1.  | Can't Stop the Music  | Village People     |       |
| 2.  | Samantha              | David London       |       |
| 3.  | Give Me a Break       | The Ritchie Family |       |
| 4.  | Liberation            | Village People     |       |
| 5.  | Magic Night           | Village People     |       |
| 6.  | The Sound of the City | David London       |       |
| 7.  | Milkshake             | Village People     |       |
| 8.  | Y.M.C.A.              | Village People     |       |
| 9.  | I Love You to Death   | Village People     |       |
| 10. | Sophistication        | The Ritchie Family |       |